# プラハ・ペンコフ・コロチン文化複合
プラハ・ペンコフ・コロチン文化複合（英語：Prague-Penkov-Kolochin complex of culture）は、5世紀から7世紀にかけて中央ヨーロッパから東ヨーロッパにかけて広く発展した、共通した特徴を持つ諸文化の総称。この文化複合に含まれる各地方の文化は、中世にスラヴ人が歴史の記録に登場したとき当時の彼らの文化と考えられる。
この文化複合は大きく次の3つの文化に分けられる。
1. プラハ文化（北西地方）
2. ペンコフ文化（南東地方）
3. コロチン文化（北東地方）

このうちプラハ文化は一般的に西スラヴ語群の人々の文化と考えられ、さらにおおまかな地理的基準としてズデーテン山地とベスキディ山脈の稜線を挟んで南部のプラハ文化と北部のコルチャク文化の2つに分けられることがある。